# Головачук Микола Григорович
Микола Григорович Головачук (нар. 3 червня 1968, Дорошівці, Заставнівський район,
Чернівецька область, УРСР) — радянський та український футболіст, виступав на позиції нападник та півзахисника, згодом — футбольний тренер та функціонер.

## Кар'єра гравця
Займатися футболомрозпочав у Заставнівській ДЮСШ, пергий тренер — Павло Буняк. Разом із Миколою Головачуком перші кроки у футболі робив й інший відомий гравець — Дмитро Бідулька. 
У 1986 році виступав за команду «Динамо» (Кіров) (3 матчі в Другій лізі СРСР), а згодом став футболістом заліщицького «Дністра», який виступав у друголіговій першості України. На той час кольори «Дністра» захищало багато буковинських гравців. Серед них — Василь Мудрей, Сергій Задорожняк, Дмитро Дідух, Дмитро Гордей. У першому розіграші чемпіонату України колектив із Заліщиків посів перше місце у перехідній лізі та здобув путівку до другої. Дебютним голом у футболці «Дністра» відзначився 17 жовтня 1992 року на 89-й хвилині програного (1:2) виїзного поєдинку 12-о туру Другої ліги проти київського ВС «Оріяна». Микола вийшов у стартовому складі та відіграв увесь матч. У складі клубу з Заліщиків у чемпіонаті України зіграв 62 матчі та відзначився 10-а голами, ще 2 поєдинки (1 гол) провів у кубку України.
У 1993 році отримав запрошення у команду першої ліги СК «Одеса». Дебютував за одеситів 9 листопада 1993 року в нічийному (1:1) домашньому поєдинку 17-о туру проти ужгородського «Закарпаття». Головачук вийшов на поле в стартовому складі, а на 85-й хвилині його замінив Олег Олійник. Дебютним голом у футболці СК «Одеса» відзначився 17 квітня 1994 року на 55-й хвилині переможного (1:0) домашнього поєдинку 25-о туру Першої ліги проти стрийської «Скали». Микола вийшов на поле в стартовому складі, а на 65-й хвилині його замінив Канцлер. Одеський період Микола Головачук вважає найкращим у своїй кар’єрі гравця. Партнерами Головачука в одеському клубі були такі відомі гравці, як Сергій Кожанов, Олександр Співак, Віктор Яблонський, Віталій Скиш, Олександр Козакевич та інші. За СК «Одеса» Головачук провів 90 матчів, у яких забив 11 м'ячів.
Миколою цікавилися команди «Цвікау» (Німеччина) та «Сконто» (Рига, Латвія), однак на початку 1996 року Микола приїхав у Чернівці. Про свій прихід у «Буковину» Микола Головачук згадав: «Чернівецька команда перебувала на навчально-тренувальних зборах в Одесі, де провела контрольну зустріч з одеситами. Ми перемогли з рахунком 2:0. Один гол у ворота чернівчан Вадим Юрченко, а другий — я. Після цієї гри головний тренер «Буковини» Юхим Школьников запропонував мені перейти до своєї команди. Я погодився. До речі, коли Юхим Григорович запрошував мене до «Буковини», то навіть гадки не мав, що я уродженець Дорошівців Заставнівського району». Дебютував за чернівецьку команду 31 березня 1996 року в нічийному (1:1) виїзному поєдинку 23-о туру Першої ліги проти ФК «Львів». Головачук вийшов на поле на 8-й хвилині, замінивши Бориса Фінкеля, а на 83-й хвилині Миколу замінив Ярослав Заяць. Микола Головачук зумів закріпитися у команді у «Буковині» й виступав у її складі до літа 2000 року (166 матчів, 26 голів). 
У сезоні 2000/01 років, зігравши 1 матч за «Буковину», перейшов до команди другої ліги ФК «Красилів» (Хмельницька область). Дебютував у футболці «городян» 6 серпня 2000 року в програному (2:3) домашньому поєдинку 1/16 фіналу Кубку Другої ліги проти долинського «Нафтовика». Микола вийшов на поле на 46-й хвилині, замінивши Романа Зароченцева. У Другій лізі дебютував за «Красилів» 12 серпня 2000 року в програному (0:1) виїзному поєдинку 1-о туру Групи А проти миколаївського «Цементника-Хорда». Головачук вийшов на поле на 74-й хвилині, замінивши Георгія Магріані. У складі «Красилова» зіграв 10 матчів у Другій лізі та 1 поєдинок у Кубку Другої ліги.
По завершенні професіональної кар'єри продовжив виступати на аматорському рівні. З 2002 по 2004 рік захищав кольори клубів «Калинівський ринок» (Чернівці), «Лужани», «Королівка» та «Прикордонник» (Вадул-Сирет).

## Кар'єра тренера
По завершенні професіональної кар'єри розпочав тренерську діяльність у ДЮСШ «Буковина». З 2015 року — головний тренер ФК «Волока». Також працює в Федерації футболу Чернівецької області.

## Особисте життя
Має двох синів, Сергія (нар. 10.01.1990) та Юрія (нар. 13.03.1995).

## Досягнення

### Як гравця
- Перша ліга чемпіонату України
  -  Срібний призер (1): 1996

- Друга ліга чемпіонату України
  -  Чемпіон (1): 2000

- Перехідна ліга чемпіонату України (перша підгрупа)
  -  Чемпіон (1): 1992